# Chondrilla pauciflora
Chondrilla pauciflora là một loài thực vật có hoa trong họ Cúc. Loài này được Ledeb. mô tả khoa học đầu tiên năm 1833.